# Stéphane Osmont
Pour les articles homonymes, voir Osmont.
Stéphane Osmont est un écrivain français né le 9 septembre 1959 à Paris où il est mort le 7 mars 2025,.

## Biographie
Stéphane Osmont est un ancien haut fonctionnaire du ministère de l'Economie et des Finances. Il a par la suite travaillé dans le secteur financier puis dans le conseil de grandes entreprises du secteur de la communication.

## Œuvres
- Le Capital, Paris, Grasset, 2004, 588 p.  (ISBN 2-246-65781-4)[3]
- Le Manifeste, Paris, Grasset, 2006, 338 p.  (ISBN 2-246-68331-9)
- L’Idéologie, Paris, Grasset, 2008, 328 p.  (ISBN 978-2-246-73561-8)[4]
- Éléments incontrôlés, Paris, Grasset, 2013, 480 p.  (ISBN 978-2-246-80067-5)[5]

## Adaptation cinématographique
- Le Capital, réal. de Costa-Gavras, 2012[6],[7]

## Télévision
Stéphane Osmont est l’auteur de documentaires pour la télévision : 
- Faut-il avoir peur de Google ?, Arte, 2007
- Le Business des musées, Arte, 2008
- A la poursuite du bonheur, Canal+, 2008
- Krach(s), Histoire des crises financières, France 2, 2009
- Nos printemps 70, France 3, 2013

Il est l’auteur et le coproducteur de Dr CAC, émission d’économie humoristique diffusée quotidiennement sur France 5. Dr CAC a obtenu en septembre 2012 le prix CB News de la meilleure émission de télévision dans la catégorie "info et doc".
Il est coscénariste avec Dan Franck de la série télévisée La Vie devant elles sur France 3 (2015). La série a reçu le prix de la meilleure série française à la 6e édition du Festival Séries Mania 2015. La saison 2 de La Vie devant elles a été diffusée sur France 3 en mai 2017. 